# Olympische Sommerspiele 1960/Leichtathletik – 200 m (Frauen)
Der 200-Meter-Lauf der Frauen bei den Olympischen Spielen 1960 in Rom wurde am 3. und 5. September 1960 im Stadio Olimpico ausgetragen. 29 Athletinnen nahmen teil.
Olympiasiegerin wurde die US-Amerikanerin Wilma Rudolph. Sie gewann vor der Deutschen Jutta Heine und der Britin Dorothy Hyman.
Neben Jutta Heine gingen zwei weitere Deutsche an den Start. Gisela Birkemeyer, frühere Gisela Köhler, qualifizierte sich für das Halbfinale, schied dort aber als Vierte aus. Hannelore Raepke konnte sich im ersten Vorlauf nicht durchsetzen und schied aus. Schweizer und österreichische Athletinnen nahmen nicht teil.

## Rekorde

### Bestehende Rekorde

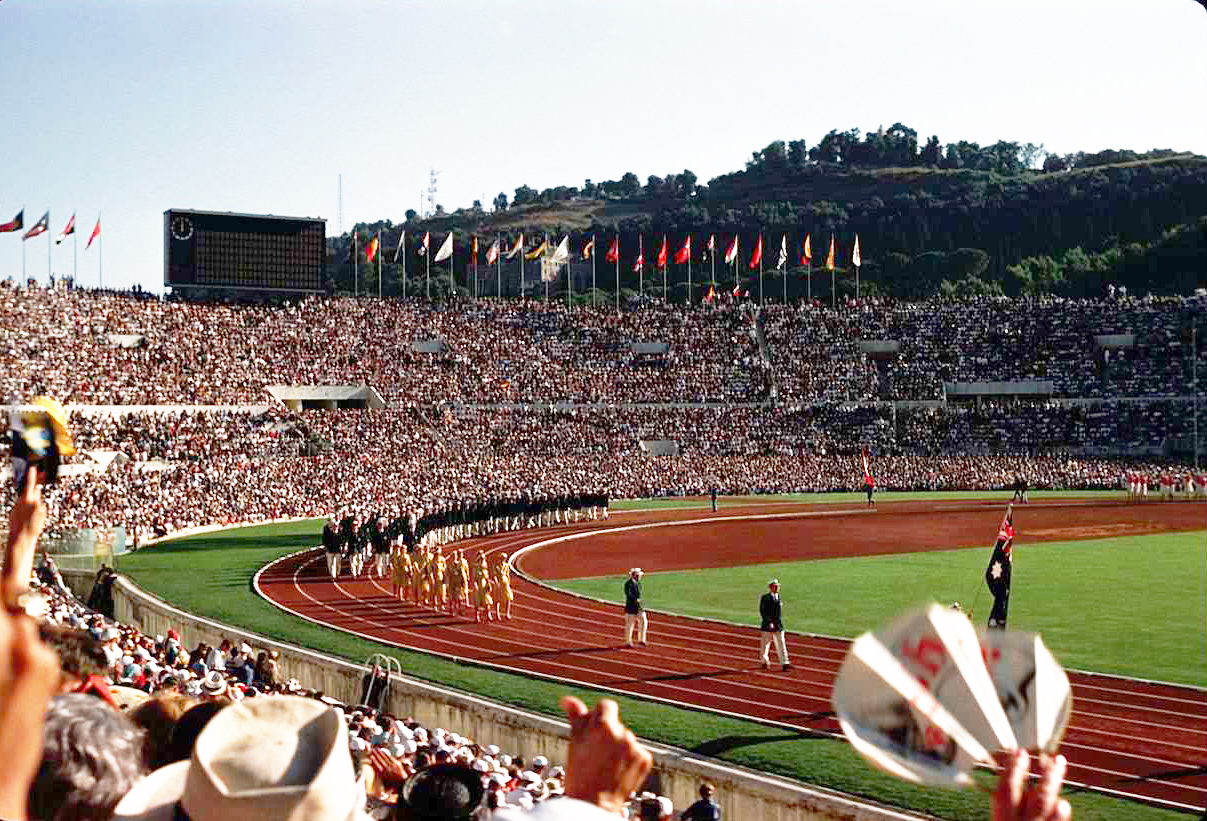
Das Olympiastadion während der Eröffnungsfeier

| Weltrekord         | 22,9 s | Wilma Rudolph ( USA)           | Corpus Christi, USA              | 9. Juli 1960      |
| Olympischer Rekord | 23,4 s | Marjorie Jackson ( Australien) | Halbfinale OS Helsinki, Finnland | 26. Juli 1952     |
| Olympischer Rekord | 23,4 s | Betty Cuthbert ( Australien)   | Finale OS Melbourne, Australien  | 30. November 1956 |

### Rekordverbesserung
Die US-amerikanische Olympiasiegerin Wilma Rudolph verbesserte den bestehenden olympischen Rekord im sechsten Vorlauf am 3. September um zwei Zehntelsekunden auf 23,2 s. Den Weltrekord verfehlte sie um drei Zehntelsekunden.

## Durchführung des Wettbewerbs
Die Athletinnen traten am 3. September zu sechs Vorläufen an. Pro Vorlauf qualifizierten sich die jeweils zwei Laufschnellsten – hellblau unterlegt – für das Halbfinale. Hinzu kamen die in der Gesamtaddition folgenden zwei zeitschnellsten Athletinnen – hellgrün unterlegt. Aus der Vorentscheidung am 5. September erreichten die jeweils besten drei Starterinnen – wiederum hellblau unterlegt – pro Lauf das Finale am selben Tag.

## Zeitplan
3. September, 15:00 Uhr: Vorläufe

5. September, 15:40 Uhr: Halbfinale

5. September, 17:10 Uhr: Finale

## Vorläufe
Datum: 3. September 1960, ab 15:00 Uhr

### Vorlauf 1

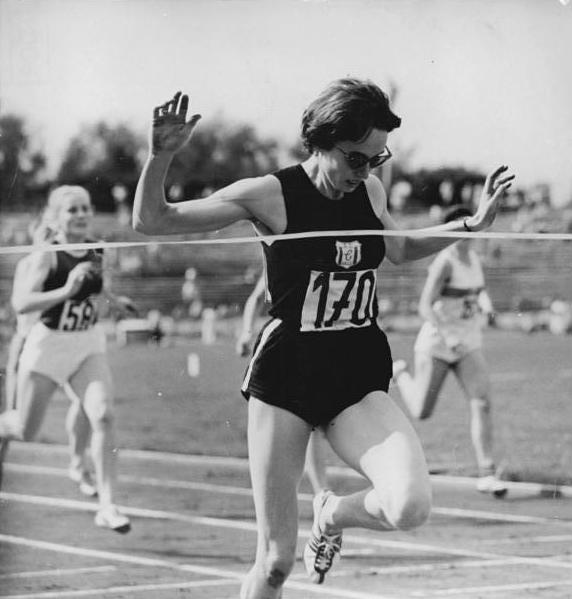
Hannelore Raepke – ausgeschieden als Dritte des ersten Vorlaufs

| Platz | Name             | Nation      | Offizielle Zeit handgestoppt | Inoffizielle Zeit elektronisch |
| ----- | ---------------- | ----------- | ---------------------------- | ------------------------------ |
| 1     | Giuseppina Leone | Italien     | 23,7 s                       | 23,90 s                        |
| 2     | Lucinda Williams | USA         | 24,0 s                       | 24,10 s                        |
| 3     | Hannelore Raepke | Deutschland | 24,2 s                       | 24,32 s                        |
| 4     | Pat Duggan       | Australien  | 24,7 s                       | 24,80 s                        |
| DNS   | Maria Ionescu    | Rumänien    |                              |                                |
| DNS   | Snezhana Kerkowa | Bulgarien   |                              |                                |

### Vorlauf 2
| Platz | Name                  | Nation         | Offizielle Zeit handgestoppt | Inoffizielle Zeit elektronisch |
| ----- | --------------------- | -------------- | ---------------------------- | ------------------------------ |
| 1     | Gisela Birkemeyer     | Deutschland    | 24,2 s                       | 24,32 s                        |
| 2     | Catherine Capdevielle | Frankreich     | 24,3 s                       | 24,46 s                        |
| 3     | Ulla-Britt Wieslander | Schweden       | 24,6 s                       | 24,82 s                        |
| 4     | Jean Hiscock          | Großbritannien | 24,7 s                       | 24,85 s                        |
| 5     | Ilana Karaszyk        | Israel         | 26,5 s                       | 26,69 s                        |
| DNS   | Jean Holmes           | Panama         |                              |                                |

### Vorlauf 3
| Platz | Name                  | Nation           | Offizielle Zeit handgestoppt | Inoffizielle Zeit elektronisch |
| ----- | --------------------- | ---------------- | ---------------------------- | ------------------------------ |
| 1     | Jutta Heine           | Deutschland      | 23,9 s                       | 24,04 s                        |
| 2     | Norma Croker          | Australien       | 24,2 s                       | 24,35 s                        |
| 3     | Alena Stolzová        | Tschechoslowakei | 24,7 s                       | 24,85 s                        |
| 4     | Ljudmila Samotjossowa | Sowjetunion      | 24,7 s                       | 24,90 s                        |
| 5     | Valerie Morgan        | Neuseeland       | 25,2 s                       | 25,39 s                        |
| DNS   | Stephie D’Souza       | Indien           |                              |                                |

### Vorlauf 4
| Platz | Name               | Nation      | Offizielle Zeit handgestoppt | Inoffizielle Zeit elektronisch |
| ----- | ------------------ | ----------- | ---------------------------- | ------------------------------ |
| 1     | Barbara Sobotta    | Polen       | 23,9 s                       | 24,08 s                        |
| 2     | Marija Itkina      | Sowjetunion | 24,0 s                       | 24,20 s                        |
| 3     | Antónia Munkácsi   | Ungarn      | 24,4 s                       | 24,53 s                        |
| 4     | Mona Sulaiman      | Philippinen | 25,8 s                       | 25,98 s                        |
| DNS   | Christiana Boateng | Ghana       |                              |                                |
| DNS   | Carlota Gooden     | Panama      |                              |                                |

### Vorlauf 5

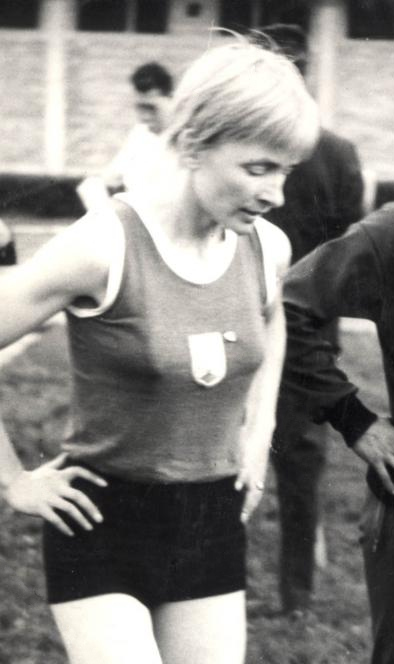
Olga Šikovec – ausgeschieden als Fünfte des fünften Vorlaufs

| Platz | Name               | Nation         | Offizielle Zeit handgestoppt | Inoffizielle Zeit elektronisch |
| ----- | ------------------ | -------------- | ---------------------------- | ------------------------------ |
| 1     | Dorothy Hyman      | Großbritannien | 23,7 s                       | 23,82 s                        |
| 2     | Celina Jesionowska | Polen          | 24,3 s                       | 24,45 s                        |
| 3     | Eleanor Haslam     | Kanada         | 24,5 s                       | 24,63 s                        |
| 4     | Ernestine Pollards | USA            | 24,5 s                       | 24,64 s                        |
| 5     | Olga Šikovec       | Jugoslawien    | 24,8 s                       | 24,95 s                        |
| DNS   | Betty Cuthbert     | Australien     |                              |                                |

### Vorlauf 6
| Platz | Name                | Nation         | Offizielle Zeit handgestoppt | Inoffizielle Zeit elektronisch |
| ----- | ------------------- | -------------- | ---------------------------- | ------------------------------ |
| 1     | Wilma Rudolph       | USA            | 23,2 s OR                    | 23,30 s                        |
| 2     | Walentyna Maslowska | Sowjetunion    | 24,0 s000                    | 24,12 s                        |
| 3     | Jenny Smart         | Großbritannien | 24,0 s000                    | 24,12 s                        |
| 4     | Halina Herrmann     | Polen          | 24,2 s000                    | 24,31 s                        |
| 5     | Maeve Kyle          | Irland         | 24,9 s000                    | 25,06 s                        |
| 6     | Erzsébet Heldt      | Ungarn         | 25,4 s000                    | 25,50 s                        |

## Halbfinale
Datum: 5. September 1960, ab 15:40 Uhr

### Lauf 1

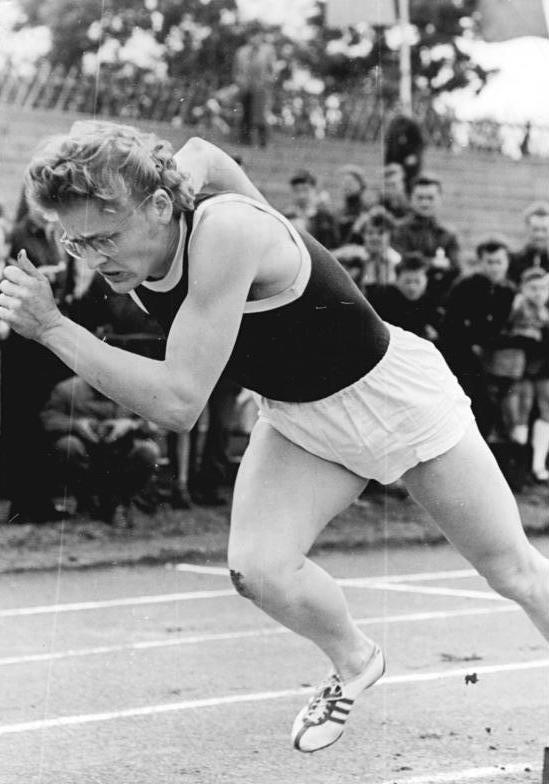
Gisela Birkemeyer, frühere Gisela Köhler, schieden als Vierte des zweiten Halbfinals aus
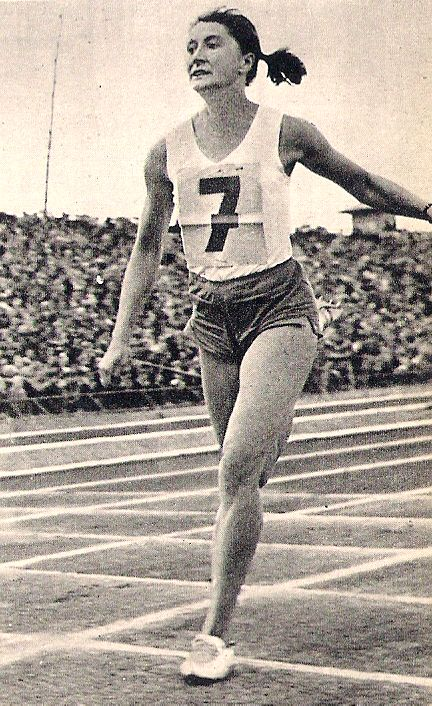
Celina Jesionowska – ausgeschieden als Sechste des zweiten Halbfinals

| Platz | Name                  | Nation         | Offizielle Zeit handgestoppt | Inoffizielle Zeit elektronisch |
| ----- | --------------------- | -------------- | ---------------------------- | ------------------------------ |
| 1     | Wilma Rudolph         | USA            | 23,7 s                       | 23,79 s                        |
| 2     | Jutta Heine           | Deutschland    | 24,0 s                       | 24,15 s                        |
| 3     | Barbara Sobotta       | Polen          | 24,2 s                       | 24,36 s                        |
| 4     | Norma Croker          | Australien     | 24,3 s                       | 24,44 s                        |
| 5     | Jenny Smart           | Großbritannien | 24,6 s                       | 24,74 s                        |
| 6     | Walentyna Maslowska   | Sowjetunion    | 24,6 s                       | 24,77 s                        |
| 7     | Catherine Capdevielle | Frankreich     | 24,9 s                       | 25,04 s                        |

### Lauf 2
| Platz | Name               | Nation         | Offizielle Zeit handgestoppt | Inoffizielle Zeit elektronisch |
| ----- | ------------------ | -------------- | ---------------------------- | ------------------------------ |
| 1     | Giuseppina Leone   | Italien        | 24,5 s                       | 24,69 s                        |
| 2     | Dorothy Hyman      | Großbritannien | 24,6 s                       | 24,78 s                        |
| 3     | Marija Itkina      | Sowjetunion    | 24,6 s                       | 24,81 s                        |
| 4     | Gisela Birkemeyer  | Deutschland    | 24,9 s                       | 25,05 s                        |
| 5     | Lucinda Williams   | USA            | 25,0 s                       | 25,14 s                        |
| 6     | Celina Jesionowska | Polen          | 25,3 s                       | 25,45 s                        |
| DNS   | Halina Herrmann    | Polen          |                              |                                |

## Finale

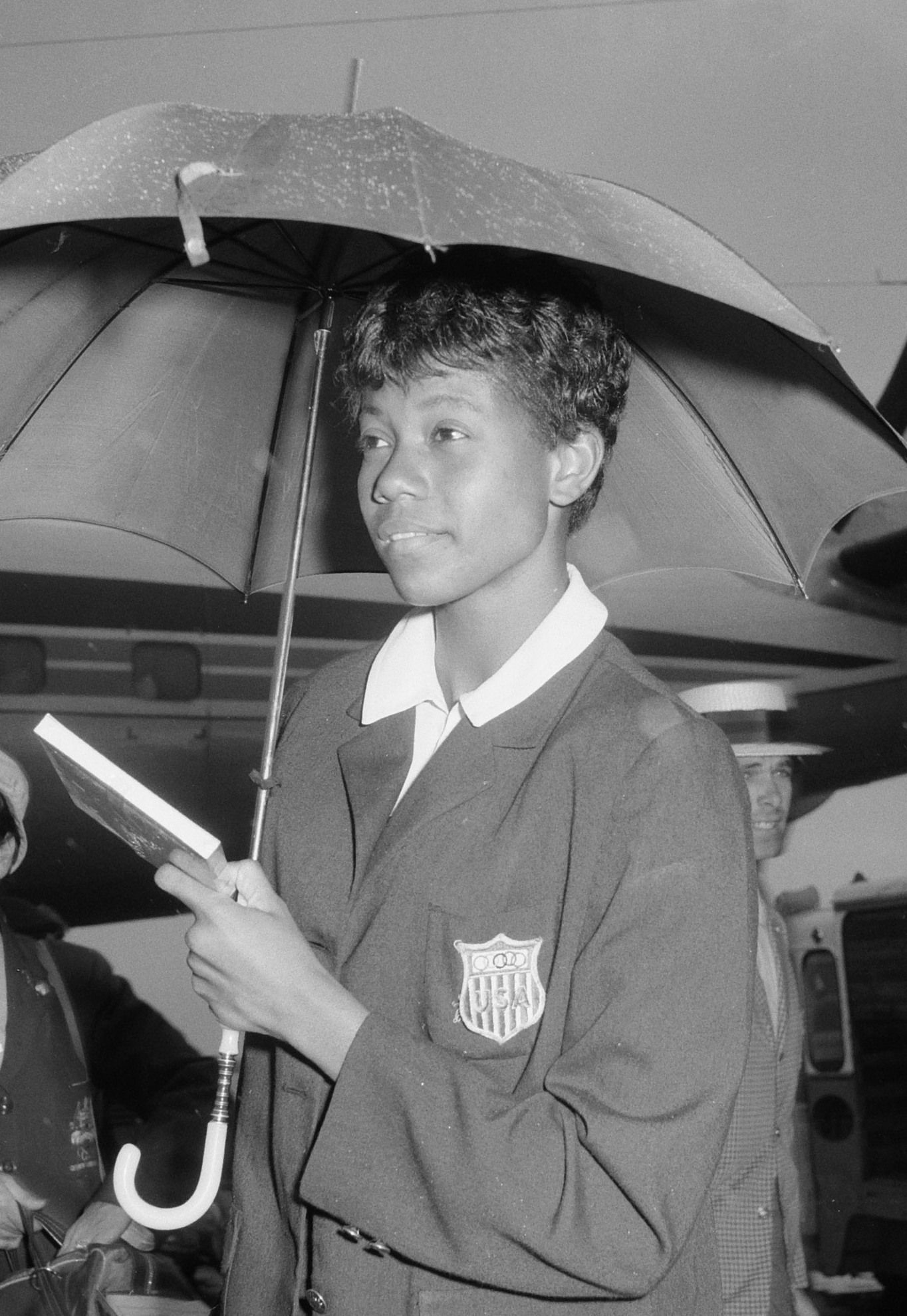
Wilma Rudolph mit Goldmedaille Nummer zwei – in der Staffel folgte noch eine dritte

Datum: 5. September 1960, 17:10 Uhr
| Platz | Name             | Nation         | Offizielle Zeit handgestoppt | Inoffizielle Zeit elektronisch |
| ----- | ---------------- | -------------- | ---------------------------- | ------------------------------ |
| 1     | Wilma Rudolph    | USA            | 24,0 s                       | 24,13 s                        |
| 2     | Jutta Heine      | Deutschland    | 24,4 s                       | 24,58 s                        |
| 3     | Dorothy Hyman    | Großbritannien | 24,7 s                       | 24,82 s                        |
| 4     | Marija Itkina    | Sowjetunion    | 24,7 s                       | 24,85 s                        |
| 5     | Barbara Sobotta  | Polen          | 24,8 s                       | 24,96 s                        |
| 6     | Giuseppina Leone | Italien        | 24,9 s                       | 25,01 s                        |

Topfavoritin war die schon über 100 Meter erfolgreiche US-Amerikanerin Wilma Rudolph. Aussichtsreiche Medaillenkandidatinnen hinter ihr waren eigentlich alle weiteren Finalteilnehmerinnen, da gab es nach den Auftritten in den Vorläufen und den Halbfinals keine Athletinnen, die sich mehr als andere empfohlen hatten.
Im Finale lag Rudolph wie erwartet nach der Kurve bereits vorn. Sehr schnell begonnen hatte die Deutsche Jutta Heine, die als Zweite auf die Zielgerade kam. Hier blies den Läuferinnen ein heftiger Gegenwind ins Gesicht, sodass schnellere Zeiten nicht möglich waren. Rudolph, Zuschauerliebling von Rom, spielte nun ihre Fähigkeiten aus und lief mit deutlichem Vorsprung zu ihrer zweiten Goldmedaille. Dahinter konnte Heine ihren zweiten Platz behaupten und gewann vor der britischen 100-Meter-Zweiten Dorothy Hyman die Silbermedaille.
Wilma Rudolph errang den ersten US-Olympiasieg über 200 Meter der Frauen.

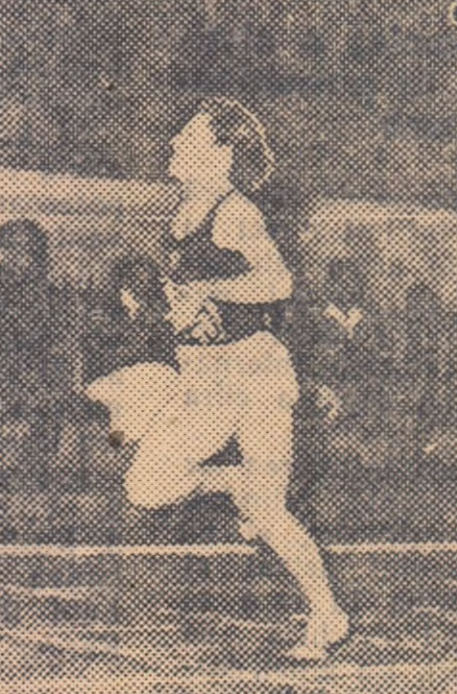
Marija Itkina belegte wie auch über 100 Meter Rang vier
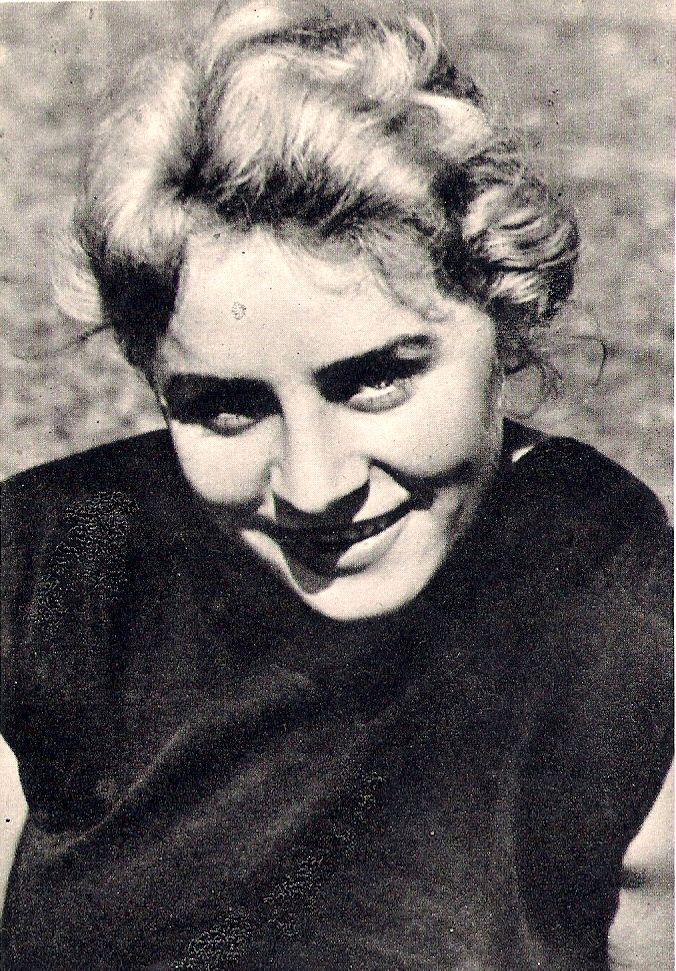
Rang fünf für Barbara Sobotta

## Videolinks
- Womens 200 final from rome 1960, youtube.com, abgerufen am 30. August 2021
- Wilma Rudolph Beats Polio To Become Olympic Champion - Rome 1960 Olympics, youtube.com, abgerufen am 30. August 2021
- Wilma Rudolph at Rome 1960 | Epic Olympic Moments, Bereich 0:26 min bis 0:36 min, youtube.com, abgerufen am 22. Oktober 2017